# 喬丹·查特曼
喬丹·里德·查特曼（1993年5月21日—）為美國男子籃球運動員，場上位置為得分后卫。喬丹在高中時期獲選為2012年華盛頓籃球先生，大學就讀楊百翰大學和波士顿学院。

## 高中生涯
喬丹成長於华盛顿州溫哥華，就讀當地天景高中，2010年轉學至聯合高中。喬丹在高年級2011–12年賽季，場均繳出20.7分、6.3籃板、2.7助攻、1.9抄截，率領球隊斬獲21勝8敗的成績，位居華盛頓州4A級別聯賽第三名。喬丹在半決賽投進全場距離的壓哨球，決賽三場出賽繳出場均27分的數據，獲得聯賽最有價值球員（MVP）榮耀。喬丹還獲選為2012年華盛頓籃球先生。雖然喬丹有獲得來自華盛頓州立大學、史丹佛大學、俄勒岡州立大學、波士顿学院、犹他大学和猶他州立大學的獎學金，他最終選擇就讀楊百翰大學。

## 大學生涯
在完成兩年傳教之後，喬丹於2014–15年賽季入學楊百翰大學，但因為傷病在大學菜鳥年成為紅衫軍（redshirt）。該賽季喬丹場均繳出2.6分、1.0籃板，三分球53投18中，球隊最終打進半決賽。2016年1月14日，喬丹獲得大量上場時間，助隊擊退排名第25名的貢扎加大學。在賽季結束之後，完成亞洲研究學位的喬丹改就讀楊百翰大學法學院。但法學院不允許喬丹繼續打籃球，於是喬丹轉學到波士顿学院攻讀工商管理碩士學位。

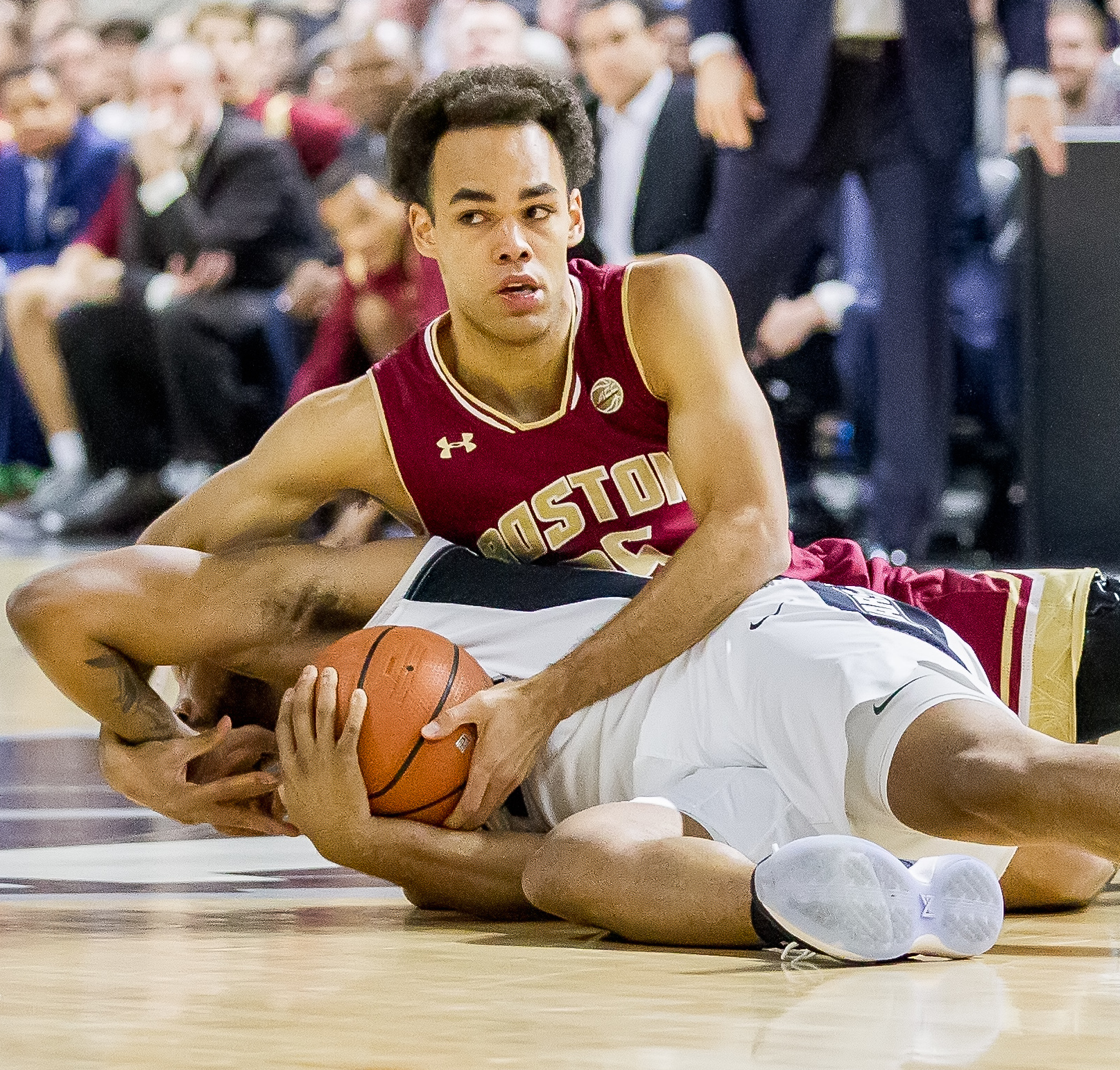
喬丹為波士顿学院出賽

2016–17年賽季，喬丹共先發七次，場均繳出8.6分，三分命中率為41.7%。2017年1月29日，喬丹在對陣弗吉尼亚理工学院暨州立大学的比賽中攻下30分、連續命中九顆三分球，後者成為大西洋沿岸联盟的紀錄。下個賽季，喬丹場均繳出12.9分、2.9籃板、1.6助攻，共命中87顆三分球。2017年12月9日，喬丹攻下22分，助隊擊敗排名第一名的杜克大學。12月23日，喬丹在延長賽擊退里士满大学的比賽中繳出30分的表現。下個賽季，喬丹處理好腳踝和手指的傷病，場均繳出13.2分、2.2籃板、2.0助攻。喬丹入選麥爾茲堡密報第一隊。喬丹在波士顿学院籃球隊歷史三分命中數的榜單上排名第五名，三分球命中率的榜單上排名第四名。喬丹是波士顿学院第44名籃球員達成大學生涯1000分里程碑。

## 職業生涯
2019年7月25日，喬丹加盟羅馬尼亞籃球甲級聯賽錫比烏。喬丹在國際籃聯歐洲盃場均繳出13.8分、2.3籃板、1.3助攻，在對陣佛立堡奧林匹克的兩場比賽中命中14顆三分球。
2021年3月1日，P. LEAGUE+宣佈桃園領航猿在註冊大限前新註冊喬丹。4月3日，喬丹在對陣福爾摩沙台新夢想家的比賽中投進六記三分球、攻下賽季最高34分。11月29日，喬丹加盟T1聯盟臺南台鋼獵鷹。

## 生涯數據

### P. LEAGUE+

#### 例行賽
| 賽季    | 球隊       | GP | MPG   | 2P%   | 3P% | FT% | RPG  | APG | SPG | BPG  | PPG   |
| ------- | ---------- | -- | ----- | ----- | --- | --- | ---- | --- | --- | ---- | ----- |
| 2020–21 | 桃園領航猿 | 8  | 33:30 | 47.92 | 40  | 100 | 5.13 | 2.5 | 1   | 0.88 | 18.75 |

#### 季後賽
| 賽季    | 球隊       | GP | MPG   | 2P%   | 3P% | FT%   | RPG | APG | SPG | BPG | PPG  |
| ------- | ---------- | -- | ----- | ----- | --- | ----- | --- | --- | --- | --- | ---- |
| 2020–21 | 桃園領航猿 | 5  | 41:15 | 35.48 | 40  | 84.21 | 6.2 | 3.2 | 1.8 | 0.4 | 20.8 |

## 個人生活
喬丹為傑夫·查特曼（Jeff Chatman）與利亞·查特曼（Leah Chatman）的兒子。喬丹的父親傑夫1984年到1988年就讀楊百翰大學，在籃球隊歷史得分的榜單上排名第九。2012年到2014年，喬丹在臺灣臺北市擔任耶穌基督後期聖徒教會傳教士，在當地學習中文，並結識家住臺中的未來妻子切爾西（Chelsea）。

## 外部連結
- 喬丹·查特曼的Instagram帳戶
- 喬丹·查特曼在fiba.basketball（英语）
- 喬丹·查特曼在P. LEAGUE+官網
- 喬丹·查特曼在Sports-Reference.com（NCAA）（英语）
- 喬丹·查特曼在Eurobasket.com（球員）（英语）
- 喬丹·查特曼在Proballers（英语）
- 喬丹·查特曼在RealGM（英语）
- 喬丹·查特曼在Flashscore（英语）
- 波士頓學院上的球員資訊和成績 （页面存档备份，存于）
- 楊百翰大學上的球員資訊和成績 （页面存档备份，存于）